# Kathryn Bigelow

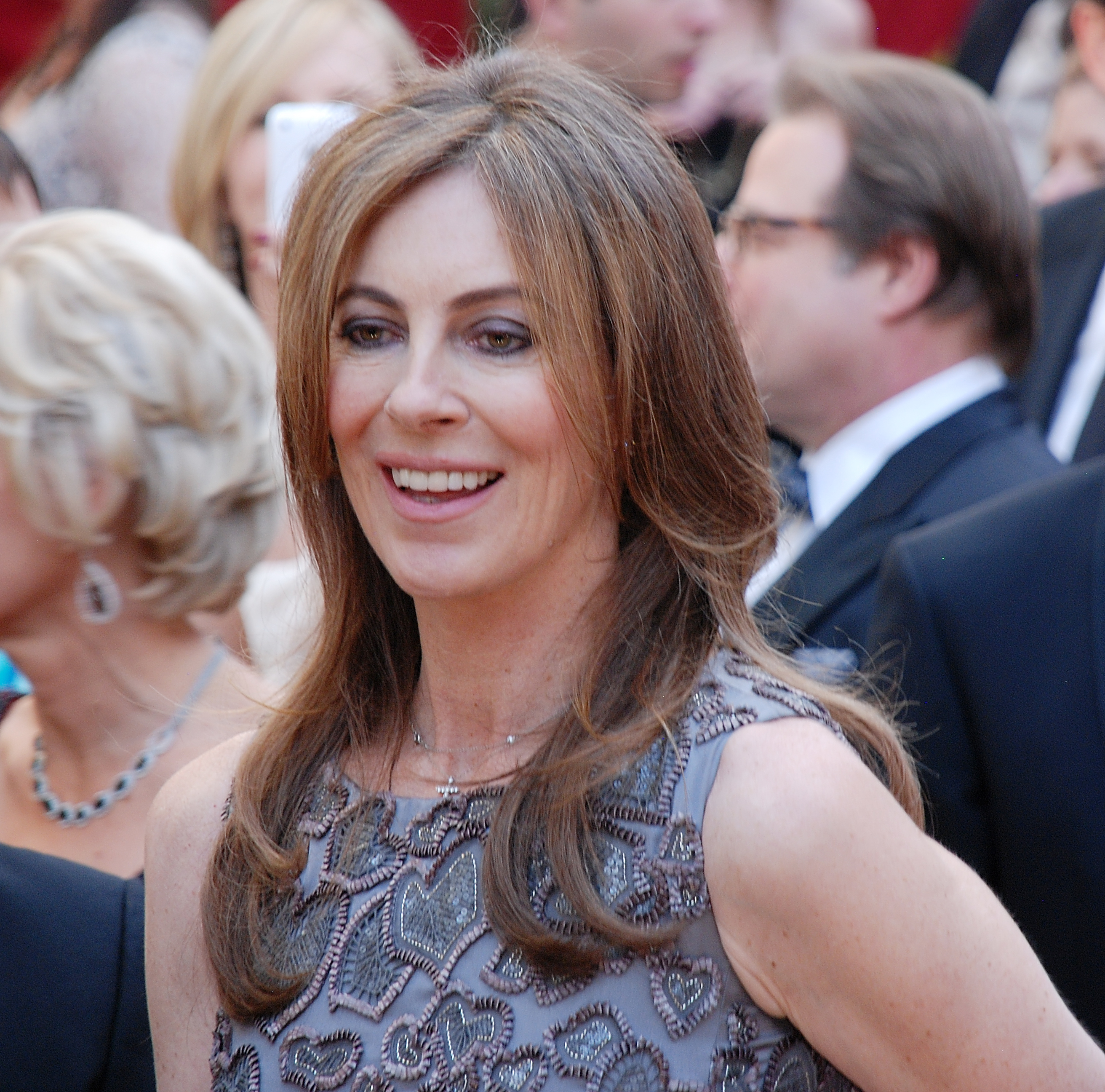
Kathryn Bigelow bei der Oscarverleihung 2010

Kathryn Ann Bigelow [ˈkʰæθɹɪn ʔæn ˈbɪgəloʊ̯] (* 27. November 1951 in San Carlos, Kalifornien) ist eine US-amerikanische Filmregisseurin und Oscar-Preisträgerin.

## Leben
Kathryn Bigelow ist das einzige Kind einer Bibliothekarin und eines Farbenfabrikmanagers. Sie studierte zunächst zwei Jahre lang am San Francisco Art Institute, bevor sie 1971 ein Stipendium des renommierten Studienprogramms des Whitney Museums of American Art erhielt und nach New York zog. Sie war zeitweise Mitglied der Avantgarde-Künstlergruppe Art & Language. An der Columbia University studierte sie Film. Als Abschlussarbeit drehte sie dort 1978 den zwanzigminütigen Kurzfilm The Set-Up.
1982 folgte ihr erster, gemeinsam mit Monty Montgomery realisierter Langfilm, das Bikerdrama The Loveless mit Willem Dafoe in der Hauptrolle. 1983 übernahm sie eine Hauptrolle in Lizzie Bordens feministischem Science-Fiction-Film Born in Flames. Bigelows nächste Regiearbeit, das düstere Vampirdrama Near Dark, wurde im September 1987 auf dem Toronto Film Festival uraufgeführt. Im Anschluss drehte Bigelow ein Musikvideo für die Band New Order (Touched by the Hand of God) und übernahm eine Rolle als Bikerin in James Camerons Musikvideo für Bill Paxtons Band Martini Ranch.
Bigelows nächste Kinofilme waren der kontroverse Serienkiller-Thriller Blue Steel (1989) mit Jamie Lee Curtis und der Actionfilm Gefährliche Brandung (1991) mit Keanu Reeves und Patrick Swayze. Zwischen ihren Kinofilmen dreht sie auch gelegentlich fürs Fernsehen, so für die Krimiserie Homicide und die von Oliver Stone produzierte Serie Wild Palms.
Im Jahr 2008 arbeitete Bigelow gemeinsam mit dem Drehbuchautor Mark Boal an dem Kriegsdrama Tödliches Kommando – The Hurt Locker zusammen, das von einer Einheit des US-Kampfmittelräumdienstes im Irakkrieg berichtet. Der Film erhielt großes Lob seitens der Fachkritik und brachte Bigelow den Directors Guild of America Award und den British Academy Film Award ein. Bei der Oscarverleihung 2010 erhielt der Film neun Nominierungen. Als erste Frau gewann Kathryn Bigelow den Oscar für die Beste Regie und einen weiteren in ihrer Funktion als Produzentin in der Kategorie Bester Film. Insgesamt erhielt der Film sechs Oscars, darunter in den Kategorien Bestes Originaldrehbuch, Bester Ton, Bester Tonschnitt und Bester Schnitt.
Nach Tödliches Kommando – The Hurt Locker folgte eine erneute Zusammenarbeit mit Mark Boal an dem Spielfilm Zero Dark Thirty (2012). Der Thriller, der eine junge CIA-Analytikerin (dargestellt von Jessica Chastain) auf der Jagd nach Osama bin Laden in den Mittelpunkt stellt, startete am 19. Dezember 2012 in den US-amerikanischen Kinos und brachte Bigelow nach 2009 abermals den New York Film Critics Circle Award für Film und Regie sowie den National Board of Review Award in den gleichen Kategorien ein.
Mit Detroit (2017) und A House of Dynamite (2025) folgten weitere Spielfilmarbeiten, die im Krimi- und Thrillergenre angesiedelt sind. Beide Werke werden vom Streaminganbieter Netflix veröffentlicht.
Bigelow ist eine von wenigen Action-Regisseurinnen.
Von 1989 bis 1991 war sie mit James Cameron verheiratet, der auch das Drehbuch für ihren Film Strange Days (1995) schrieb.

## Filmografie
Als Regisseurin:
- 1978: The Set-Up (Kurzfilm)
- 1982: Die Lieblosen (The Loveless)
- 1987: Near Dark – Die Nacht hat ihren Preis (Near Dark)
- 1987: New Order – Touched By the Hand of God (Musikvideo)
- 1990: Blue Steel
- 1991: Gefährliche Brandung (Point Break)
- 1995: Strange Days
- 1998–1999: Homicide (Homicide: Life on the Street, Fernsehserie, 3 Episoden)
- 2000: Das Gewicht des Wassers (The Weight of Water)
- 2002: K-19 – Showdown in der Tiefe (K-19: The Widowmaker)
- 2008: Tödliches Kommando – The Hurt Locker (The Hurt Locker)
- 2012: Zero Dark Thirty
- 2017: Detroit

Als Drehbuchautorin:
- 1978: The Set-Up (Kurzfilm)
- 1982: Die Lieblosen (The Loveless)
- 1987: Near Dark – Die Nacht hat ihren Preis (Near Dark)
- 1990: Blue Steel
- 1996: Im Auge des Hurricane (Undertow)

Als Produzentin:
- 2002: K-19 – Showdown in der Tiefe (K-19: The Widowmaker)
- 2009: Tödliches Kommando – The Hurt Locker (The Hurt Locker)
- 2012: Zero Dark Thirty
- 2017: Detroit

Als Schauspielerin:
- 1983: Born in Flames
- 1988: Martini Ranch – Reach (Musikvideo)

## Auszeichnungen
Near Dark – Die Nacht hat ihren Preis
- 1987: Brussels International Fantastic Film Festival Silberner Rabe
- 1988: Saturn Award Nominierung für die beste Regie

Strange Days
- 1996: Saturn Award für die beste Regie

Tödliches Kommando – The Hurt Locker
- 2009: Beste Regie – Austin Film Critics Association
- 2009: Bester Film – Austin Film Critics Association
- 2009: Beste Regie – Alliance of Women Film Journalists Award
- 2009: Beste Regie – Boston Society of Film Critics
- 2009: Beste Regie – British Academy Film Award
- 2009: Bester Film – British Academy Film Award
- 2009: Beste Regie – Chicago Film Critics Association Award
- 2009: Beste Regie – Houston Film Critics Society
- 2009: Beste Regie – Kansas City Film Critics Circle Award
- 2009: Beste Regie – Las Vegas Film Critics Society Award
- 2009: Beste Regie – Los Angeles Film Critics Association Awards
- 2009: Beste Regie – London Critics’ Circle Film Award
- 2009: Beste Regie – New York Film Critics Circle Award
- 2009: Beste Regie – New York Film Critics Online
- 2009: Beste Regie – Oklahoma Film Critics Circle
- 2009: Beste Regie – Online Film Critics Society Awards
- 2009: Bester Film – Producers Guild of America Award
- 2009: Beste Regie – San Francisco Film Critics Circle Award
- 2009: Beste Regie – Satellite Award
- 2009: Beste Regie – Seattle International Film Festival
- 2009: Beste Regie – Southeastern Film Critics Association Award
- 2009: Beste Regie – St. Louis Gateway Film Critics Association Award
- 2009: Beste Regie – Vancouver Film Critics Circle Award
- 2009: Beste Regie – Washington D.C. Area Film Critics Association
- 2009: Dallas Star Award – AFI Dallas Film Festival
- 2009: Regie des Jahres – Hollywood Film Festival
- 2009: Regie des Jahres – Santa Barbara International Film Festival
- 2010: Bester Film – Broadcast Film Critics Association Award
- 2010: Beste Regie – BFCA Award
- 2010: Beste Regie – Denver Film Critics Society
- 2010: Beste Regie – National Society of Film Critics Award
- 2010: Beste Regie – Oscar
- 2010: Bester Film – Oscar

Zero Dark Thirty
- 2012: Beste Regie – New York Film Critics Circle Award
- 2012: Beste Regie – National Board of Review Award
- 2013: Beste Regie – Nominierung: Golden Globe Award 2013
- 2013: Bester Film – Nominierung: Oscar

## Dokumentation
- Kathryn Bigelow - Hollywood unter Adrenalin. Regie: Michèle Dominici, ARTE F, Frankreich, 52 Minuten, 2023